# راتينجية التنين
راتينجية التنين نوع شجري يتبع جنس الراتينجية من الفصيلة الصنوبرية.